# Fietsenwinkel.nl
Fietsenwinkel.nl is een Nederlands bedrijf dat in 2009 werd opgericht en zowel online als in fysieke winkels fietsen verkoopt. Het bedrijf is onderdeel van de International Bike Group (IBG) uit Amsterdam.

## Geschiedenis

### 2009–2012: Beginjaren
Het bedrijf werd in 2009 opgericht door Bastiaan Hagenouw. Het bedrijf startte met de aankoop van twee fietsenwinkels. Enkele jaren later kreeg het bedrijf een financiële injectie toen NPM Capital, een investeringsmaatschappij van de familie Fentener van Vlissingen, instapte als investeerder. Met het geld werd in 2012 de website "fietsenwinkel.nl" overgenomen en startte op deze site de online verkoop van fietsen. NPM Capital koos voor de combinatie van online en fysieke winkels. Het moederbedrijf International Bike Group dat boven Fietsenwinkel.nl kwam te hangen bestond vanaf dat moment uit de webshop en een fysieke keten genaamd "Hans Struijk Fietsen". In 2015 werd de fysieke winkel verkocht en bestond IBG alleen nog maar uit de website.

### 2015–2018: Sterke groei
Fietsenwinkel groeide door de kapitaalinjectie van NPM Capital tussen 2015 en 2018 zeer snel. In 2016 steeg de omzet naar 42 miljoen euro. In 2017 groeide het aantal fysieke winkels tot veertig locaties, waarvan er dertig in Nederland waren gevestigd. De omzet steeg dat jaar tot 69 miljoen euro. Twaalf miljoen daarvan werd buiten Nederland (België en Scandinavië) gerealiseerd. Ondanks de sterk stijgende omzet boekte het bedrijf jaar wel een verlies van zo'n zeventien miljoen euro.

### 2018: Imagoschade
2018 werd een minder succesvol jaar dan het voorgaande. Fietsenwinkel.nl kreeg negatieve publiciteit doordat het tv-programma Radar de aanhoudende problemen met de service belichtte. Bovendien werd het bedrijf betrapt op gesjoemel met fietstesten. Het bedrijf organiseerde jaarlijks de Nationale e-bike-test. In die test kwamen telkens de fietsen van huismerk Brinckers als winnaar naar voren. Volgens eigen zeggen werd de test gedaan door een onafhankelijk panel, maar volgens de Consumentenbond bestond het testpanel alleen uit klanten van de winkel. In oktober van dat jaar legde oprichter Hagenouw zijn functie als algemeen directeur neer en werd hij lid van de raad van commissarissen van IBG.

### 2019: Sanering en herpositioneren
In 2019 deed het bedrijf volgens eigen zeggen een poging het imago van prijsvechter te veranderen en zette het meer in op servicegerichtheid. Het aantal eigen winkels steeg dat jaar tot 50 en er waren rond de 500 medewerkers. Opnieuw werd er dat jaar een fors verlies geleden van twaalf miljoen euro. NPM Capital pompte vervolgens negentien miljoen nieuw geld in het bedrijf. Dat nieuwe geld kon de crisis desondanks niet afwenden. De kosten bleven hoog doordat het bedrijf veel fysieke winkels bezat. Ook de relatie met fietsfabrikanten raakte dat jaar verder verstoord. De Accell Group (onder andere Batavus, Sparta) en Pon Holding (onder andere Gazelle en Union) besloten geen fietsen meer te leveren aan het bedrijf. Aanleiding voor het stoppen was het feit dat Fietsenwinkel huismerk Brinckers introduceerde, een directe concurrent voor de fietsen van Accell.

### 2020: Opsplitsing
In 2020 volgde er een verdere sanering van het bedrijf. Het aantal werknemers dat al was geslonken in het voorgaande jaar tot 220 werd nog verder teruggebracht. Slechts zeventig medewerkers zouden in 2020 hun baan behouden.Ook het aantal fysieke winkels werd drastisch teruggebracht. Acht vestigingen sloten hun deuren, waaronder alle Belgische vestigingen. Oprichter Hagenouw vertrok uit de RvC en het bedrijf werd te koop gezet door NPM capital. 
Nadat een poging tot verkoop van het bedrijf tot niets leidde, werd besloten het bedrijf in drie aparte bedrijven op te splitsen. Van deze drieling werd Fietsenwinkel.nl het grootste bedrijf dat anno 2024 iets meer dan tien vestigingen heeft. Daarnaast ontstond het nieuwe bedrijf HelloRider, dat e-bikes verkoopt en leaset aan bedrijven. Ook huismerk Brinckers wordt een zelfstandig bedrijf dat nog wel in de webwinkel verkocht wordt.
Fietsenwinkel.nl stopte met de verkoop van niet-elektrische fietsen en nam meer merken op in het assortiment die in het hogere segment opereren. Ongeveer de helft van de verkochte merken zijn producenten van speedpedelecs, zoals Stromer en Klever. Daarnaast werd er, na het zelfstandig worden van Brinckers, een tweede huismerk gelanceerd: Le Velo. Ondanks de Nederlandse wortels doet Le Velo zich voor als een Frans merk. De fietsen worden echter alleen verkocht bij de nog bestaande winkels van het bedrijf. In 2024 werd huismerk Le Velo weer opgeheven.

### 2024
In februari 2024 verloor Fietsenwinkel.nl een kort geding dat was aangespannen door de nieuwe eigenaren van het failliete QWIC. Uit de failliete inboedel van Qwic verkochten Fietsenwinkel.nl en BSP-fabrikant HEI-Bike, beiden onderdeel van de Popal Mobility Group, de QWIC Premium MN7+ e-bike onder de naam BSP Quantum N7 en BSP Quantum N7 Pro in de online en fysieke winkels van Fietsenwinkel.nl.. De nieuwe eigenaar, EcoMotion c.s., vond dat dit inbreuk maakte op de merkrechten van QWIC. De rechter gaf hen hierin gelijk.